# Memnonia albolinea
Memnonia albolinea är en insektsart som beskrevs av Ball 1937. Memnonia albolinea ingår i släktet Memnonia och familjen dvärgstritar. Inga underarter finns listade i Catalogue of Life.